# 育児休業、介護休業等育児又は家族介護を行う労働者の福祉に関する法律
育児休業、介護休業等育児又は家族介護を行う労働者の福祉に関する法律（いくじきゅうぎょう、かいごきゅうぎょうとういくじまたはかぞくかいごをおこなうろうどうしゃのふくしにかんするほうりつ、平成3年5月15日法律第76号）は、育児・介護に携わる労働者に関する日本の法律である。略称は育児介護休業法（育児・介護休業法、育介法などと呼ばれることもある）。
1991年（平成3年）5月15日に公布、1992年（平成4年）4月1日に施行された。
- 育児介護休業法について、以下では条数のみ記す。

## 構成
- 第1章 総則（第1条 - 第4条）
- 第2章 育児休業（第5条 - 第10条）
- 第3章 介護休業（第11条 - 第16条）
- 第4章 子の看護休暇（第16条の2 - 第16条の4）
- 第5章 介護休暇（第16条の5 - 第16条の7）
- 第6章 所定外労働の制限（第16条の8 - 第16条の10）
- 第7章 時間外労働の制限（第17条 - 第18条の2）
- 第8章 深夜業の制限（第19条 - 第20条の2）
- 第9章 事業主が講ずべき措置（第21条 - 第29条）
- 第10章 対象労働者等に対する国等による援助（第30条 - 第52条）
- 第11章 紛争の解決
  - 第1節 紛争の解決の援助（第52条の2 - 第52条の4）
  - 第2節 調停（第52条の5 - 第52条の6）
- 第12章 雑則（第53条 - 第61条）
- 第13章 罰則（第62条 - 第66条）
- 附則

## 歴史
日本における育児休業の法的規定は、1972年（昭和47年）に成立した勤労婦人福祉法
に始まる。この法律の第11条では、事業主は、乳児又は幼児を有する勤労婦人の申出により、育児休業（育児のため一定期間休業すること）その他の「育児に関する便宜の供与を行なうように努めなければならない」ものとされた。
1975年（昭和50年）には、女性公務員の一部（義務教育諸学校等の女子教育職員、医療施設・社会福祉施設等の看護婦・保母等）について、1歳に満たない子を養育する場合に育児休業を認める法律
が成立した。この法律は、該当する公務員から育児休業の申請があった場合、「臨時的任用が著しく困難な事情がある場合を除き、育児休業の許可をしなければならない」（第3条）と規定する。1985年（昭和60年）に勤労婦人福祉法を改正するかたちで制定された男女雇用機会均等法は、その目的のひとつに「職業生活と育児、家事その他の家庭生活との調和の促進」（第1条）を掲げ、事業主は女子について育児休業その他の育児に関する便宜の供与を行うよう努めなければならない（第11条）とした。この時期までは、法的な育児休業の規定は女性労働者に限定されたものであり、また民間の事業主に対する強制力はなかった。
男女ふくむ労働者に育児休業を取得する権利を広く保障する制度の整備は、1990年代に入って進展する。1991年（平成3年）5月8日には育児休業等に関する法律（平成3年法律第76号）が成立。労働者が1歳未満の子を養育するための休業（育児休業）を申し出たときは、事業主は「当該休業申出を拒むことができない」（第3条）ものとした。なお、この法律は民間の労働者だけを対象としており、第17条で公務員を適用除外とした。また、第2条で、育児休業を保障する労働者は雇用期間の定めのない者に限る規定をおいていた。これらのうち公務員については、同年12月24日に、国会職員、国家公務員一般職、地方公務員、裁判官
について、それぞれ育児休業の制度を定める法律が成立した。これら法律の翌1992年（平成4年）4月1日からの施行によって、民間事業主に雇われる労働者と公務員の大部分について、性別を問わず育児休業取得の権利を認める制度がスタートした。ただし、常時雇用する労働者が29人未満の小規模事業所に対しては、育児休業の義務等に3年間の猶予期間が設けられた（育児休業に関する法律附則第2条）。小規模事業所については、この猶予期間が終わった1995年4月1日から、育児休業の義務が強制力を持つようになった(pp170-172)。
さらに、急速に高齢化が進み、介護に関する家族の負担が大きな社会問題となるにしたがって、労働者が仕事を失うことなく介護ができる仕組み作りを求める声が高まった。1995年（平成7年）6月には「家族的責任を有する男女労働者の機会及び待遇の均等に関する条約」（ILO156号条約）
を日本も批准。同年6月9日、「育児休業等に関する法律の一部を改正する法律」 による法改正がおこなわれた。この改正法の第1条等がまず同年10月1日に施行されたことにより、「育児休業等に関する法律」の題名は「育児休業等育児又は家族介護を行う労働者の福祉に関する法律」に変更された。さらに、要介護状態にある家族を労働者が介護するための「介護休業」の規定を新設する同改正法第2条等が1999年（平成11年）4月1日に施行されたことにより、法律題名が「育児休業、介護休業等育児又は家族介護を行う労働者の福祉に関する法律」に変更された。これ以降、同法は育児介護休業法と略称されることが一般的となる。
この間、1997年（平成9年）にも法改正 があり、労働基準法の女性労働者保護規定（深夜業・時間外労働の制限等）が廃止されたことに対応して、未就学の子供や要介護の家族を持つ労働者からの請求があった場合に深夜（午後10時から午前5時まで）の労働を禁止する規定（第3章の2「深夜業の制限」）が盛り込まれた（1999年4月1日施行）(pp22-25,54-56)。
2001年改正 では、時間外労働についても、制限時間（1月につき24時間、1年につき150時間）を超える延長を禁じる規制（17条、18条）が追加された(pp106-139)
(pp24-27,50-52)。この改正では、子の看護のための休暇を労働者にあたえる努力義務（第25条）を事業主に課した(p33)。その後2004年（平成16年）改正で、子の看護のための休暇を1年度につき5労働日あたえることが義務化された（第3章の2「子の看護休暇」）(pp92-97)
(p115)。
期間を定めて雇用される者については、上記のように育児休業等の提供義務範囲から除く規定（第2条）が1991年の法制定時からあったものの、実際に有期雇用であることを理由として休業を認めないことが正当であるかどうかには当時から争いがあり、労働省（後に厚生労働省）の見解にも変遷があった。2004年改正 はこの点を明確化し、期間を定めて雇用される者であっても、1年以上引き続き雇用されていて育児休業の対象となる子が1歳に到達した後も雇用が続くと見込まれる場合には、当該子の1歳到達日から1年以内に労働契約期間が満了してかつ契約更新しないことが明らかであるのでないかぎり、休業を取得する権利があることを保障した（第5条第1項）(pp17-23)。この改正は、2005年（平成17年）4月1日から施行されている。
介護休業の期間は、1995年（平成7年）改正 で導入された当時は、ひとりの対象家族について、連続する3か月間とされていた（第15条、1999年施行）。2004年改正 によって、同一の対象家族が途中で要介護状態でなくなった後に再度要介護になった場合には、合計93日間を分割して取得できるようになった。2016年改正 ではさらに柔軟化を図り、要介護状態が継続している場合であっても、同一家族について93日間の介護休業を3回まで分割することが可能となった。(pp55-61)
介護休業の「対象家族」の範囲は、父母、子、配偶者、配偶者の父母のほか、父母・子に準ずる者として省令で定める者をふくむ（第2条）。これに対応する省令では、当初は、「労働者が同居し、かつ扶養している祖父母、兄弟姉妹及び孫」 としていた(pp3,8-9,103)。その後、2016年の法改正時に、同居・扶養条件を撤廃し、別居・非扶養であっても祖父母・兄弟姉妹・孫が対象家族となるよう省令を改めた。
そのほか、休業期間の延長、短時間勤務制度の導入、父親も育児に関われる働き方の実現等の改正がおこなわれている。

## 目的・基本的理念等
この法律は、育児休業及び介護休業に関する制度並びに子の看護休暇及び介護休暇に関する制度を設けるとともに、子の養育及び家族の介護を容易にするため所定労働時間等に関し事業主が講ずべき措置を定めるほか、子の養育又は家族の介護を行う労働者等に対する支援措置を講ずること等により、子の養育又は家族の介護を行う労働者等の雇用の継続及び再就職の促進を図り、もってこれらの者の職業生活と家庭生活との両立に寄与することを通じて、これらの者の福祉の増進を図り、あわせて経済及び社会の発展に資することを目的とする（第1条）。
- 子の養育のために育児休業をするか否か、家族の介護のために介護休業をするか否か、子の看護のために看護休暇を取得するか否か、家族の介護その他の世話を行うために介護休暇を取得するか否か、また、事業主が講ずる所定労働時間の短縮等の措置を利用するか否かは、労働者自身の選択に任せられている（平成28年8月2日職発0802第1号、雇児発0802第3号）。

この法律の規定による子の養育又は家族の介護を行う労働者等の福祉の増進は、これらの者がそれぞれ職業生活の全期間を通じてその能力を有効に発揮して充実した職業生活を営むとともに、育児又は介護について家族の一員としての役割を円滑に果たすことができるようにすることをその本旨とする（第3条1項）。また、子の養育又は家族の介護を行うための休業をする労働者は、その休業後における就業を円滑に行うことができるよう必要な努力をするようにしなければならない（第3条2項）。
- 第1項は、第1条の目的規定の「職業生活と家庭生活との両立」の内容を具体的に明らかにしたものであり、法による子の養育又は家族の介護を行う労働者等の福祉の増進の基本的理念が、この「職業生活と家庭生活との両立」にあることを明らかにしたものである。「職業生活の全期間を通じて」とあるのは、一時期職業生活から離れて家庭生活のみを送っていても、再び充実した職業生活を送ることとなるような場合も「職業生活と家庭生活との両立」に含める趣旨である。
- 第2項は、子の養育又は家族の介護を行うための休業をする労働者は、その休業の趣旨が本人の雇用の継続のためであること、そのために事業主その他の関係者も本人の休業に配慮するものであること等にかんがみ、当該趣旨を没却させないよう、休業後の職場復帰に備えて心づもりをしておくべきであることを明らかにしたものである。また、この規定は、労働者に対して法的に具体的義務を課すというものではなく、訓示規定である（平成28年8月2日職発0802第1号、雇児発0802第3号）。

事業主並びに国及び地方公共団体は、第3条に規定する基本的理念に従って、子の養育又は家族の介護を行う労働者等の福祉を増進するように努めなければならない（第4条）。
- 本条に関する事業主の具体的義務の内容としては、第2章から第9章までに規定されているが、それ以外のことについても配慮すべきであることを明らかにした訓示規定であり、本条によって事業主に対して法的に具体的義務を課すというものではない（平成28年8月2日職発0802第1号、雇児発0802第3号）。

厚生労働大臣は、第21条～第27条の規定に基づき事業主が講ずべき措置及び子の養育又は家族の介護を行い、又は行うこととなる労働者の職業生活と家庭生活との両立が図られるようにするために事業主が講ずべきその他の措置に関して、その適切かつ有効な実施を図るための指針となるべき事項を定め、これを公表するものとする（第28条）。これに基づき、「子の養育又は家族の介護を行い、又は行うこととなる労働者の職業生活と家庭生活との両立が図られるようにするために事業主が講ずべき措置に関する指針」（最終改正・平成28年厚生労働省告示第313号）が告示されている。厚生労働大臣は、指針を策定しようとするとき、その他この法律の施行に関する重要事項について決定しようとするときは、あらかじめ、労働政策審議会の意見を聴かなければならない（第57条）。
厚生労働大臣（厚生労働大臣が全国的に重要であると認めた事案に係るものを除き、事業主の事業所の所在地を管轄する都道府県労働局長に委任）は、この法律の施行に関し必要があると認めるときは、事業主に対して、報告を求め、又は助言、指導若しくは勧告をすることができる。厚生労働大臣は、第6条1項（第12条2項、第16条の3第2項及び第16条の6第2項において準用する場合を含む。）、第10条（第16条、第16条の4及び第16条の7において準用する場合を含む。）、第12条1項、第16条の3第1項、第16条の6第1項、第16条の8第1項（第16条の9第1項において準用する場合を含む。）、第16条の10、第17条1項（第18条1項において準用する場合を含む。）、第18条の2、第19条1項（第20条1項において準用する場合を含む。）、第20条の2、第23条1項～3項、第23条の2、第25条、第26条又は第52条の4第2項（第52条の5第2項において準用する場合を含む。）の規定に違反している事業主に対し、この勧告をした場合において、その勧告を受けた者がこれに従わなかったときは、その旨を公表することができる（第56条、第56条の2、施行規則第85条）。

## 事業主が講ずべき処置
事業主は、育児休業及び介護休業に関して、あらかじめ、次に掲げる事項を定めるとともに、これを労働者に周知させるための措置（労働者若しくはその配偶者が妊娠し、若しくは出産したこと又は労働者が対象家族を介護していることを知ったときに、当該労働者に対し知らせる措置を含む。）を講ずるよう努めなければならない（第21条1項）。
1. 労働者の育児休業及び介護休業中における待遇に関する事項
2. 育児休業及び介護休業後における賃金、配置その他の労働条件に関する事項
3. 前二号に掲げるもののほか、厚生労働省令で定める事項（施行規則第70条）
  - 労働者が休業期間満了前に休業期間が終了した場合において、労働者の労務の提供の開始時期に関すること
  - 労働者が介護休業期間について負担すべき社会保険料を事業主に支払う方法に関すること

事業主は、労働者が育児休業申出又は介護休業申出をしたときは、当該労働者に対し、上記各号に掲げる事項に関する当該労働者に係る取扱いを明示するよう努めなければならない（第21条2項）。この明示は、書面を交付することによって行うものとする（施行規則第71条）。
事業主は、育児休業申出及び介護休業申出並びに育児休業及び介護休業後における就業が円滑に行われるようにするため、育児休業又は介護休業をする労働者が雇用される事業所における労働者の配置その他の雇用管理、育児休業又は介護休業をしている労働者の職業能力の開発及び向上等に関して、必要な措置を講ずるよう努めなければならない（第22条）。
事業主は、職場において行われるその雇用する労働者に対する育児休業、介護休業その他の子の養育又は家族の介護に関する厚生労働省令で定める制度又は措置の利用に関する言動により当該労働者の就業環境が害されることのないよう、当該労働者からの相談に応じ、適切に対応するために必要な体制の整備その他の雇用管理上必要な措置を講じなければならない（ハラスメント防止措置、第25条）。
- 対象となる労働者は、有期雇用労働者を含むすべての労働者であり、また派遣労働者については派遣元・派遣先とも措置を講じなければならない。
- 2017年（平成29年）1月からは、ハラスメントの事実を知りながら事業主がハラスメント防止措置を講じなかったために労働者が離職した場合、当該離職者は雇用保険の基本手当の受給に当たり「特定受給資格者」として扱われ、一般の受給資格者よりも所定給付日数が多くなる。また特定受給資格者を発生させた事業主は、雇用保険法上の各種の助成金を当分の間受けられなくなる。
- 「厚生労働省令で定める制度又は措置」とは、以下の通りである（施行規則第76条）
  - 育児休業
  - 介護休業
  - 子の看護休暇
  - 介護休暇
  - 所定外労働の制限の制度
  - 時間外労働の制限の制度
  - 深夜業の制限の制度
  - 育児のための所定労働時間の短縮措置
  - 育児休業に関する制度に準ずる措置又は始業時刻変更等の措置
  - 介護のための所定労働時間の短縮等の措置

事業主は、その雇用する労働者の配置の変更で就業の場所の変更を伴うものをしようとする場合において、その就業の場所の変更により就業しつつその子の養育又は家族の介護を行うことが困難となることとなる労働者がいるときは、当該労働者の子の養育又は家族の介護の状況に配慮しなければならない（第26条）。
- 子の養育又は家族の介護を行うことが「困難となることとなる」とは、転勤命令の検討をする際等において、配置の変更後に労働者が行う子の養育や家族の介護に係る状況、具体的には、配置の変更後における通勤の負担、当該労働者の配偶者等の家族の状況、配置の変更後の就業の場所近辺における育児サービスの状況等の諸般の事情を総合的に勘案し、個別具体的に判断すべきものである。「配慮」とは、労働者の配置の変更で就業の場所の変更を伴うものの対象となる労働者について子の養育又は家族の介護を行うことが困難とならないよう意を用いることをいい、配置の変更をしないといった配置そのものについての結果や労働者の育児や介護の負担を軽減するための積極的な措置を講ずることを事業主に求めるものではない（平成28年8月2日職発0802第1号、雇児発0802第3号）。

事業主は、厚生労働省令で定めるところにより、第21条～第27条に定める措置及び子の養育又は家族の介護を行い、又は行うこととなる労働者の職業生活と家庭生活との両立が図られるようにするために講ずべきその他の措置の適切かつ有効な実施を図るための業務を担当する者（職業家庭両立推進者）を選任するように努めなければならない（第29条）。
- 事業主は、この業務を遂行するために必要な知識及び経験を有していると認められる者のうちから当該業務を担当する者を職業家庭両立推進者として選任するものとする（施行規則第77条）。具体的には、上記の業務を自己の判断に基づき責任をもって行える地位にある者を、1企業につき1人、自主的に選任させることとする（平成28年8月2日職発0802第1号、雇児発0802第3号）。

## 紛争の解決
事業主は、第2章～第8章、第23条、第23条の2及び第26条に定める事項に関し、労働者から苦情の申出を受けたときは、苦情処理機関（事業主を代表する者及び当該事業所の労働者を代表する者を構成員とする当該事業所の労働者の苦情を処理するための機関をいう。）に対し当該苦情の処理をゆだねる等その自主的な解決を図るように努めなければならない（第52条の2）。第25条に定める事項及び第52条の2の事項についての労働者と事業主との間の紛争については、個別労働関係紛争の解決の促進に関する法律第4条、第5条及び第12条～第19条の規定は適用しない（第52条の3）。都道府県労働局長は、第52条の3に規定する紛争に関し、当該紛争の当事者の双方又は一方からその解決につき援助を求められた場合には、当該紛争の当事者に対し、必要な助言、指導又は勧告をすることができる。事業主は、労働者がこの援助を求めたことを理由として、当該労働者に対して解雇その他不利益な取扱いをしてはならない（第52条の4）。
- 事業主による苦情の自主的な解決を図るための方法としては、苦情処理機関に苦情の処理をゆだねることによるほか、人事担当者による相談や、職業家庭両立推進者が選任されている事業所においてはこれを活用する等労働者の苦情を解決するために有効である措置が考えられるところであり、「苦情の処理をゆだねる等」の「等」にはこれらの措置が含まれる。その在り方等はそれぞれの事業所の実情に応じて適切に設定されるものである。苦情処理機関等事業所内における苦情の自主的解決のための仕組みについては、労働者に対して周知を図ることが望まれる。本条による自主的解決の努力は、都道府県労働局長の紛争解決の援助や委員会による調停の開始の要件とされているものではない（平成28年8月2日職発0802第1号、雇児発0802第3号）。

都道府県労働局長は、第52条の3に規定する紛争について、当該紛争の当事者の双方又は一方から調停の申請があった場合において当該紛争の解決のために必要があると認めるときは、個別労働関係紛争の解決の促進に関する法律第6条1項の紛争調整委員会に調停を行わせるものとする。事業主は、労働者が調停の申請をしたことを理由として、当該労働者に対して解雇その他不利益な取扱いをしてはならない（第52条の5）。
- 次の要件に該当する事案については、「当該紛争の解決のために必要があると認め」られないものとして、原則として、調停に付すことは適当であるとは認められない。該当しない場合は、自主的解決の努力の状況も考慮の上、原則として調停を行う必要があると判断されるものである（平成28年8月2日職発0802第1号、雇児発0802第3号）。
  - 申請が、当該紛争に係る事業主の措置が行われた日(継続する措置の場合にあってはその終了した日)から1年を経過した紛争に係るものであるとき
  - 申請に係る紛争が既に司法的救済又は他の行政的救済に係属しているとき(関係当事者双方に、当該手続よりも調停を優先する意向がある場合を除く。)
  - 集団的な労使紛争にからんだものであるとき

## 適用除外
第6章、第7章、第52条の6～第54条及び第62条～第65条の規定は、船員職業安定法第6条1項に規定する船員になろうとする者及び船員法の適用を受ける船員に関しては、適用しない（第60条）。
第2章～第9章、第30条、第11章、第53条、第54条、第56条、第56条の2、第60条、第62条～第64条及び第66条の規定は、国家公務員及び地方公務員に関しては、適用しない（第61条）。